# Stan Szelest
Stan Szelest (11. února 1943, Buffalo, New York, USA – 20. ledna 1991, Woodstock) byl americký klávesista. 
V roce 1958 založil skupinu Stan and the Ravens a o dva roky později začal vystupovat se skupinou Ronnieho Hawkinse nazvanou The Hawks. Ve skupině hrálo i několik pozdějších členů skupiny The Band. V roce 1990 se stal on sám členem skupiny The Band, protože její stálý klávesista Richard Manuel v roce 1986 zemřel. I Szelest však krátce poté, v roce 1991, také zemřel. Rovněž působil ve skupině Grinder's Switch zpěváka a kytaristy Garlanda Jeffreyse.